# Noctuinae
Sous-famille
Les Noctuinae sont une sous-famille de lépidoptères (papillons) nocturnes de la famille des Noctuidae.

## Liste des genres
Selon NCBI (7 août 2011) :
- genre Abagrotis
- genre Actebia
- genre Adelphagrotis
- genre Agnorisma
- genre Agrotis
- genre Anaplectoides
- genre Anicla
- genre Apamea
- genre Athetis
- genre Axylia
- genre Buakea
- genre Caradrina
- genre Carelis
- genre Cerastis
- genre Chersotis
- genre Choephora
- genre Coenophila
- genre Copablepharon
- genre Cryptocala
- genre Diarsia
- genre Dichagyris
- genre Ectopatria
- genre Epilecta
- genre Epipsilia
- genre Eueretagrotis
- genre Eugnorisma
- genre Eugraphe
- genre Eurois
- genre Euxoa
- genre Feltia
- genre Feraxinia
- genre Graphiphora
- genre Lycophotia
- genre Naenia
- genre Noctua
- genre Ochropleura
- genre Opigena
- genre Parabagrotis
- genre Paradiarsia
- genre Peridroma
- genre Pirateolea
- genre Praina
- genre Pronoctua
- genre Protexarnis
- genre Protogygia
- genre Protolampra
- genre Pseudohermonassa
- genre Pseudoleucania
- genre Rhizagrotis
- genre Rhyacia
- genre Sciomesa
- genre Setagrotis
- genre Spaelotis
- genre Standfussiana
- genre Striacosta
- genre Tesagrotis
- genre Xestia

## Liste des tribus
Selon ITIS (13 mars 2018) :
- Actinotiini Beck, 1996
- Apameini Guenée, 1841
- Arzamini Grote, 1883
- Caradrinini Boisduval, 1840
- Dypterygiini Forbes, 1954
- Elaphriini Beck, 1996
- Eriopygini Fibiger & Lafontaine, 2005
- Glottulini Guenée, 1852
- Hadenini Guenée, 1837
- Leucaniini Guenée, 1837
- Noctuini Latreille, 1809
- Orthosiini Guenée, 1837
- Phlogophorini Hampson, 1918
- Phosphilini Poole, 1995
- Prodeniini Forbes, 1954
- Pseudeustrotiini Beck, 1996
- Tholerini Beck, 1996
- Xylenini Guenée, 1837